# Anna Tjakvetadze
Anna Tjakvetadze (ryska: А́нна Джамбулиевна (Джамаловна) Чаквета́дзе, Ánna Dzjambulijevna (Dzjamalovna) Tjakvetádze) född 5 mars 1987 i Moskva, Ryssland, är en rysk högerhänt professionell tennisspelare med georgiskt påbrå.

## Tenniskarriären
Anna Tjakvetadze blev professionell WTA-spelare 2003. Hon har hittills vunnit sex singeltitlar på touren och en i ITF-turneringar. I dubbel har hon vunnit en ITF-titel. Hon har snabbt förbättrat sin singelranking, från 84:e plats 2003, 33:e plats året därpå och 13:e plats vid årsslutet 2006 rankas hon från 10 september 2007 som världsfemma i singel. Hennes bästa dubbelranking är nummer 53 (augusti 2007). Hon har till juli 2008 spelat in 2 845 635 US dollar i prispengar.
Tjakvetadze vann i oktober 2006 sin första WTA-titel i kinesiska Guangzhou genom finalseger över spanjorskan Anabel Medina Garrigues (6-1 6-4). Samma månad vann hon Tier I-turneringen i Moskva genom finalseger över Nadia Petrova (6-4 6-4). Under 2007 vann hon 4 singeltitlar genom finalsegrar över Vasilisa Bardina, Jelena Janković, Akiko Morigami och Sania Mirza. Tjakvetadze har därmed så här långt (juli 2008) vunnit samtliga 7 singelfinaler hon deltagit i. Under augusti 2007 drabbades hon av en virusinfektion som tvingade henne att avstå från några turneringar.  
Tjakvetadze deltog i det ryska Fed Cup-laget 2006-2008. Med sin seger över italienskan Francesca Schiavone bidrog hon till den ryska slutsegern i cupen (Ryssland vann över Italien med 4-0 i matcher). Hon har totalt spelat 6 matcher för laget och vunnit 4 av dessa.

## Spelaren och personen
Anna Tjakvetadze tränas av sin far Dzjamal och började spela tennis som 8-åring, uppmuntrad av sin mor. Vid sidan av tennisen är hon intresserad av fotboll. 
På morgonen den 18 december 2007 bröt sig 6 maskerade män in i familjen Tjakvetadzes bostad utanför Moskva. Först övermannades hembiträdet varvid rånarna kom över fjärrkontrollen till garaget och kunde gå in i huset. Väl inne stötte rånarna på Annas far som fick motta flera slag med vad som tros vara en pistolkolv. Sedan övermannades även Anna och hennes mor som bundna fick se sitt hem länsas på föremål värda 1,4 miljoner kronor. Ingen blev allvarligt skadad, och efter 30 minuter lämnade rånarna hemmet. De är fortfarande på fri fot.

## Titlar påWTA-touren
- Singel
  - 2008 - Paris (inomhus)
  - 2007 - Hobart, 's-Hertogenbosch, Cincinnati, Stanford
  - 2006 - Guangzhou, Moskva